# Barrage de Kossou

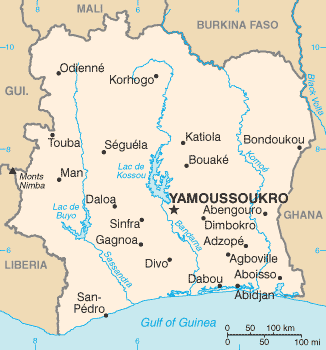
Carte de Côte d'Ivoire avec le lac de Kossou sur le Bandama.

Le barrage de Kossou se situe dans la circonscription de Yamoussoukro, à une quarantaine de kilomètres de la ville, dans le centre de la Côte d'Ivoire. Il est le troisième du pays.

## Lac de retenue
Sur le Bandama blanc, la retenue de 30 milliards de m3 d'eau forme un lac de 150 kilomètres de long, recouvrant 1 700 kilomètres carrés de terre,.
Il permet pour l'agriculture, l'irrigation de 50 000 hectares de terre ,pour la pêche, 20 000 tonnes de poisson par an ,une production d'électricité de 535 millions de kilowattheures.
Kossou, par la création en pays Baoulé d'un plan d'eau aussi étendu que le lac Léman, a modifié bien des choses. Plusieurs dizaines de milliers de paysans ont dû accepter d'abandonner leurs villages et leurs habitudes, de se regrouper et de pratiquer d'autres cultures ; certains sont devenus pêcheurs,.
Le lac créé par la construction du barrage de Kossou a immergé plus de 200 000 hectares de forêts, savanes, plantations de café-cacao et de villages, soit 5,6 % de la surface géographique totale de la région. L’engloutissement par les eaux de ces immenses surfaces a entraîné le déplacement de plus de 100 000 personnes et l’abandon de très nombreux sites habités. Le projet Aménagement de la Vallée du Bandama (AVB) a réinstallé la soixantaine de villages submergés par le lac. L’AVB a également mis en place un programme de formation aux techniques des pêches des riverains autochtones. Les pêcheurs formés et installés ont par la suite abandonné leurs activités de pêche pour se consacrer à la production du café et du cacao. L’espace ainsi libéré sur le lac a entraîné l’occupation du plan d’eau de Kossou par les pêcheurs maliens (Bozos et Somono).

## Déroulement des travaux

### Lancement
Sa construction a débuté en 1969.
Afin de loger ses travailleurs pendant la durée du chantier, l'entreprise construisit un village. Le barrage terminé, les hommes partirent et le village devint désert.

### Immersion des villages
Félix Houphouët-Boigny raconte :
"Lorsque nous avons décidé la construction du barrage de Kossou, j'ai appelé Aoussou Koffi. Sa famille, arrivée dans la région avec les compagnons de Boigny N'Dri, s'est installée à une vingtaine de kilomètres de Yamoussoukro ; il est mon cousin. C'est lui que j'ai affecté à la direction de la nouvelle Autorité pour la Vallée du Bandama (AVB) parce que je savais qu'il allait devoir affronter un problème très délicat : celui de l'immersion des tombes. Lorsqu'il fallut aborder avec les villageois baoulés la question des tombes de leurs ancêtres qui allaient disparaître sous les eaux, nous rencontrâmes l'hostilité de tous."
"Je les comprenais : les Baoulés ont le culte des morts, et il faut être Baoulé pour ressentir la peine immense causée par l'idée de ne plus pouvoir voir les tombes de leurs parents. Mais je leur ai dit que la Reine Pokou a dû sacrifier son unique enfant dans les flots du fleuve Comoé pour obtenir le passage des Baoulés. Et, je leur ai dit qu'on leur demandait aujourd'hui de sacrifier les tombes de leurs aïeux."

Ils se sont retirés et, en revenant, ont dit : "Nous ne ferons pas moins que la Reine". Deux cents villages ont été immergés.
En 2010, une navette nautique est mise en place entre les deux rives du lac, de Bouaflé à Sakassou.
| Année | Niveau du lac (en mètres) |
| ----- | ------------------------- |
| 1973  | 188                       |
| 1975  | 189                       |
| 1977  | 186,5                     |

## Conséquences
Le barrage, en ralentissant le débit du fleuve Bandama, a contribué à l'aggravation de l'érosion des villages côtiers par la mer, notamment celui de Lahou-Kpanda.
En 1978, soit neuf ans après le début de sa construction, le rendement de la centrale hydro-électrique n'est pas aussi élevé que prévu ; un prélèvement intensif d'eau pour le complexe sucrier de Ferkessédougou en est responsable.
Une partie des villages reconstruits sont appelés « villages AVB » ; il s'agit entre autres de Kossou, Bocabo, Angossé, Attrénou, Kongouanou et Suibonou. Trois mille six cents anciens paysans, en général baoulés, sont devenus pêcheurs. Leur production en 1978 s'est élevée à 10 000 tonnes.
Selon une version de l'origine de la fête baoulé de Paquinou, la construction du barrage de Kossou en 1969 a entraîné le départ de près de 100 000 paysans baoulé. À partir de 1980, ces derniers se sont mis à revenir en pèlerinage sur leurs anciennes terres. Par mimétisme, les Baoulé d'autres régions et citadins ont commencé à les imiter, fondant cette période festive mobilisant aujourd'hui presque toute la communauté baoulé.